# تنگ محمدصالح
نارنجون یا نارنجستان، روستایی در بابامیدان از توابع شهرستان رستم در استان فارس ایران است.

## جمعیت
این روستا(تنگ محمد صالح) در بخش مرکزی شهرستان رستم قرار دارد و براساس سرشماری مرکز آمار ایران در سال ۱۳۸۵، جمعیت آن ۳۰ نفر (۴خانوار) بوده‌است.